# 高橋亨 (朝鮮学者)
高橋 亨（たかはし とおる、1878年12月3日 - 1967年9月4日）は、日本の朝鮮学者。

## 経歴
出生から修学期
1878年、新潟県中魚沼郡川治村の大字高山一番地に、父・高橋茂一郎、母・きいの長男として生まれた。1898年、第四高等学校を卒業すると東京帝国大学文科に入学し、漢文科で学んだ。1902年、同大学を卒業。卒業論文は『漢易を難して根本博士の易説に及ぶ』であった。
九州、そして大韓帝国へ
卒業後の同1902年、九州日報の主筆となり、博多に移った。しかし、1903年に大韓帝国政府の招聘を受けて、幣原坦の後任として官立中学校の教師となった。1909年、『韓語文典』を、1910年、『朝鮮の物語集附俚諺』を刊行。この頃より、朝鮮の風俗調査に着手し、寺内正毅に朝鮮文献の収集を進言し、採用された。1911年、京城高等普通学校の教諭となり、それと平行して朝鮮総督府の宗教調査や図書調査の嘱託として勤務。同年、普通学校用諺文綴字法を定めるための会議に委員として携わった。1916年、大邱高等普通学校長に任じられ、高等官五等に叙された。1919年、学位請求論文『朝鮮の教化と教政』を提出し、文学博士号を取得。
1921年、朝鮮総督府視学官となり、高等官三等となった。また、1921年から1922年にかけて米国や欧州の大学を視察し、1923年、京城帝国大学創立委員会幹事となった。1926年、新設された京城帝国大学教授となり、法文学部の朝鮮語学文学第一講座を担当した。また高等官二等に昇格。1929年、諺文綴字法の原案が作成されるにあたって第2次調査会の委員に加わり、1911年に続き朝鮮語の正書法の制定に関わった。1931年、高等官一等に昇格。1940年、京城私立恵化専門学校長となり、京城帝大教授を退官し、名誉教授となった。
京城帝国大学退官後
翌1941年、四男・竜四郎の妻の郷里、山口県萩市に隠遁するが、1945年、京城経学院提学および明倫錬成所長となり、再び京城に移った。さらに、政務総監の賛意を得て農士学校の建設に取りかかるが、候補地の選択中に終戦となり、同年10月、再び萩市に引き揚げた。
太平洋戦争後
戦後は1946年より易者として活動し、「純粋易断」を開業。しかし、1949年に福岡商科大学（後の福岡大学商学部）教授となり、再び学問の世界に戻った。1950年、天理大学教授に招聘され、朝鮮学会を発会させ、副会長となった。朝鮮学会は天理大学長が会長となることが定められており、副会長が事実上のトップであった。1964年、天理大学を辞し、天理大学名誉教授第一号となった。

## 家族・親族
- 父：高橋茂一郎は漢学者[3]。

## 研究内容・業績
朝鮮思想研究の第一人者であった。戦前は生活・研究の拠点を朝鮮に置き、教育行政に携わると同時に、京城帝国大学で教育と研究に従事した。戦後は天理大学において朝鮮学会の創立・運営に関わり、戦後の朝鮮研究の土台を築いた。

## 著作
著書
- 『韓語文典』博文館 1909
- 『朝鮮の物語集』日韓書房 1910
- 『朝鮮の俚諺集』日韓書房 1914
- 『李朝仏教』(朝鮮思想史大系 第1冊)宝文館、1929年[4]
  - 復刻版『李朝仏教』国書刊行会 1973
- 内鮮関係政治文化思想史　中央協和会 1943

著作集
- 『高橋亨 朝鮮儒学論集』川原秀城・金光来編訳、知泉書館 2011[5]
- 『完本 高橋亨京城帝國大學講義ノート』(全2冊) 権純哲編、三人社 2021[6]

1. 朝鮮儒學史編
2. 朝鮮思想史編